# Wierzbie (województwo świętokrzyskie)
Wierzbie – wieś w Polsce położona w województwie świętokrzyskim, w powiecie kieleckim, w gminie Pierzchnica.
W latach 1975–1998 miejscowość należała administracyjnie do województwa kieleckiego.

## Historia
Osada powstała na początku XV w., ale po raz pierwszy w spisach wsi królewskich pojawiła się w 1480. Wówczas zapisana była jako wioska leżąca w okręgu parafii w Drugni. W latach 60. XVI w. lustratorzy królewscy zastali tu sześciu kmieci na łanach, płacących podatek od łącznie 23 pni (inaczej barci). W 1579 taka sama liczba kmieci gospodarowała na półłanach. Prócz nich mieszkało tu dwóch zagrodników i dwóch bezrolnych chłopów. Miejscowość położona jest na terenie pofałdowanym, bezwodnym, na południowy zachód  od parafialnej wsi Drugni. Nazwa wsi zapisywana była jako Wyberbye [1565] i pochodzi od nazwy rośliny-wierzby. 
W okresie Królestwa Kongresowego wieś w powiecie stopnickim, w parafii i gminie Drugnia. W 1827 r. było 28 domów i 176 mieszkańców. 